# Référendum liechtensteinois de 2010
Un référendum a lieu au Liechtenstein le 14 mars 2010. La population est amenée à se prononcer sur le financement alloué à la construction d'une voie d'accès menant à une zone industrielle de Schaan.
La proposition est approuvée par une majorité de près de 52 % des voix.

## Contexte
Le Landtag vote le 18 novembre 2009 par 18 voix contre 7 le financement d'une voie d'accès à une zone industrielle de la ville de Schaan pour un montant total de  15 millions de francs suisses. Longue de 1,4 kilomètre, la route alors déjà bitumée à 75 % devrait être transformée en deux fois deux voies d'une largeur totale de sept mètres. Le projet inclut la construction d'une voie séparée attenante pour piétons et cyclistes,.
Le parti Liste libre et le Club de transport du Liechtenstein (VCL) considèrent le projet comme la première étape vers la création d'une rocade autoroutière, ce à quoi ils s'opposent et constituent par conséquent un comité de collecte de signature en vue d'une mise à référendum. Organisée du 29 novembre au 23 décembre, la collecte réunit un total de 1 257 signatures.
Il s'agit d'un référendum facultatif d'origine populaire sur une question budgétaire : dans le cadre de l'article 66 de la constitution, le budget alloué par le Landtag fait l'objet d'une demande de mise à la votation par un minimum de 1 000 inscrits.

## Résultats

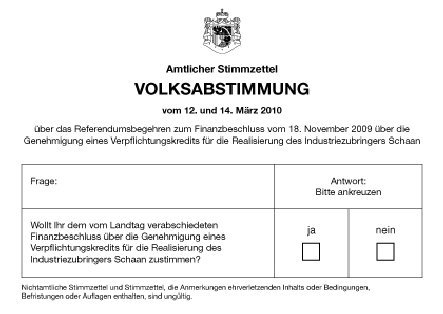
Bulletin de vote utilisé.

Les résultats officiels publiés le 20 mars 2010 comportent une petite erreur, le total de l'addition des votes valides, blancs et nuls différant de trois voix du total officiel.
| Choix                    | Votes  | %     |
| ------------------------ | ------ | ----- |
| Pour                     | 6 414  | 51,89 |
| Contre                   | 5 946  | 48,11 |
|                          |        |       |
| Votes valides            | 12 360 | 96,00 |
| Votes blancs             | 10     | 0,08  |
| Votes invalides          | 507    | 3,94  |
| Total                    | 12 874 | 100   |
| Abstentions              | 5 796  | 31,04 |
| Inscrits / Participation | 18 670 | 68,96 |

| Pour 6 414 (51,89 %) |  |  | Contre 5 946 (48,11 %) |
| ▲                    |  |  |                        |
| Majorité absolue     |  |  |                        |